# Roger Decock
Roger Decock (Izegem, 20 de abril de 1927 - Aarsele, Tielt, Flanders Occidental, 30 de mayo de 2020) fue un ciclista belga. Debutó en 1949 y se retiró en 1961.

## Fallecimiento
Falleció a los noventa y tres años en Aarsele, en la provincia de Flandes Occidental, la noche del 30 al 31 de mayo de 2020.

## Palmarés
| 1949 - 1 etapa de la Vuelta a Bélgica 1951 - París-Niza - Campeonato de Flandes 1952 - Tour de Flandes 1953 - 1 etapa de la Vuelta a Marruecos | 1954 - 3 etapas de la Vuelta a Bélgica - Scheldeprijs - 2º en el Campeonato de Bélgica en Ruta 1955 - Bruxelles-Ingooigem 1957 - 1 etapa de la Vuelta a los Países Bajos - Premio Nacional de Clausura |

## Resultados en Grandes Vueltas y Campeonatos del Mundo
| Carrera         | 1949 | 1950 | 1951 | 1952 | 1953 | 1954 | 1955 | 1956 | 1957 | 1958 | 1959 | 1960 | 1961 |
| --------------- | ---- | ---- | ---- | ---- | ---- | ---- | ---- | ---- | ---- | ---- | ---- | ---- | ---- |
| Giro de Italia  | -    | -    | -    | -    | -    | -    | 73.º | -    | -    | -    | -    | -    | -    |
| Tour de Francia | -    | -    | 17.º | 38.º | -    | -    | -    | -    | -    | -    | -    | -    | -    |
| Vuelta a España | -    | -    | -    | -    | -    | -    | -    | -    | -    | Ab.  | -    | -    | -    |
| Mundial en Ruta | -    | -    | -    | -    | -    | 17.º | -    | -    | -    | -    | -    | -    | -    |

-: no participa

Ab.: abandono